# فاكوندو بارسيلو
فاكوندو بارسيلو (بالإسبانية: Facundo Barcelo)‏ (31 مارس 1993 في الأوروغواي - ) هو لاعب كرة قدم أوروغواني في مركز الهجوم. لعب مع التانك سيلي ونادي ليفربول (مونتفيدو) وجوفينتود.

## وصلات خارجية
- فاكوندو بارسيلو على موقع قاعدة بيانات كرة القدم.إي يو (الإنجليزية)
- فاكوندو بارسيلو على موقع Soccerway.com (الإنجليزية)